# Saque de Salonica (904)
O saque de Salonica de 904 por piratas sarracenos foi um dos piores desastres a se abater sobre o Império Bizantino no século X. Uma frota muçulmana, liderada pelo renegado Leão de Trípoli, e tendo a capital imperial como alvo inicial, zarpou da Síria. Ela não conseguiu chegar a Constantinopla e acabou, ao invés disso, se voltando para Tessalônica, surpreendendo completamente a marinha bizantina. As muralhas da cidade, especialmente na costa marítima, estavam em mau estado e os dois comandantes da cidade se atrapalharam e deram ordens contraditórias entre si. Após um curto cerco, os sarracenos conseguiram dominar a muralha de frente para o mar, superaram a resistência dos defensores e tomaram a cidade em 29 de julho. O saque continuou por uma semana inteira antes que os invasores partissem para suas bases no Levante. Na ocasião, a maior parte dos prisioneiros, incluindo João Caminiata, que relatou o saque em sua crônica, foram resgatados pelo Império numa troca de prisioneiros.